# 北九州朝鮮初級学校
北九州朝鮮初級学校（きたきゅうしゅうちょうせんしょきゅうがっこう、기다규슈조선초급학교）は、学校法人福岡朝鮮学園が運営する福岡県北九州市八幡西区にある朝鮮学校である。福岡県内の朝鮮学校再編などにより中級部を九州朝鮮中高級学校に移し初級部単独の学校になった。校地は同中高級学校の敷地内にある。
日本の幼稚園・小学校に相当する教育を行っている各種学校（非一条校）である。

## 沿革
- 1968年 - 北九州朝鮮初中級学校として創立
- 2004年 - 中級部を移設し単独の初級学校となる・筑豊朝鮮初級学校を統合

## 学科
- 初級部
- 幼稚班

## 補助金の不正受給
2010年12月、運営主体の学校法人「福岡朝鮮学園」が、同校の公演鑑賞など交流事業について、福岡県と北九州市から二重に補助金を取得していた疑いが浮上した。

## 出身者
崔由姫（バレエダンサー）

## 所在地
- 〒807-0825 福岡県北九州市八幡西区折尾3丁目5-1

※最寄り駅は、JR九州（鹿児島本線・筑豊本線）折尾駅